# Oficina de Administración de Gestión Urbana

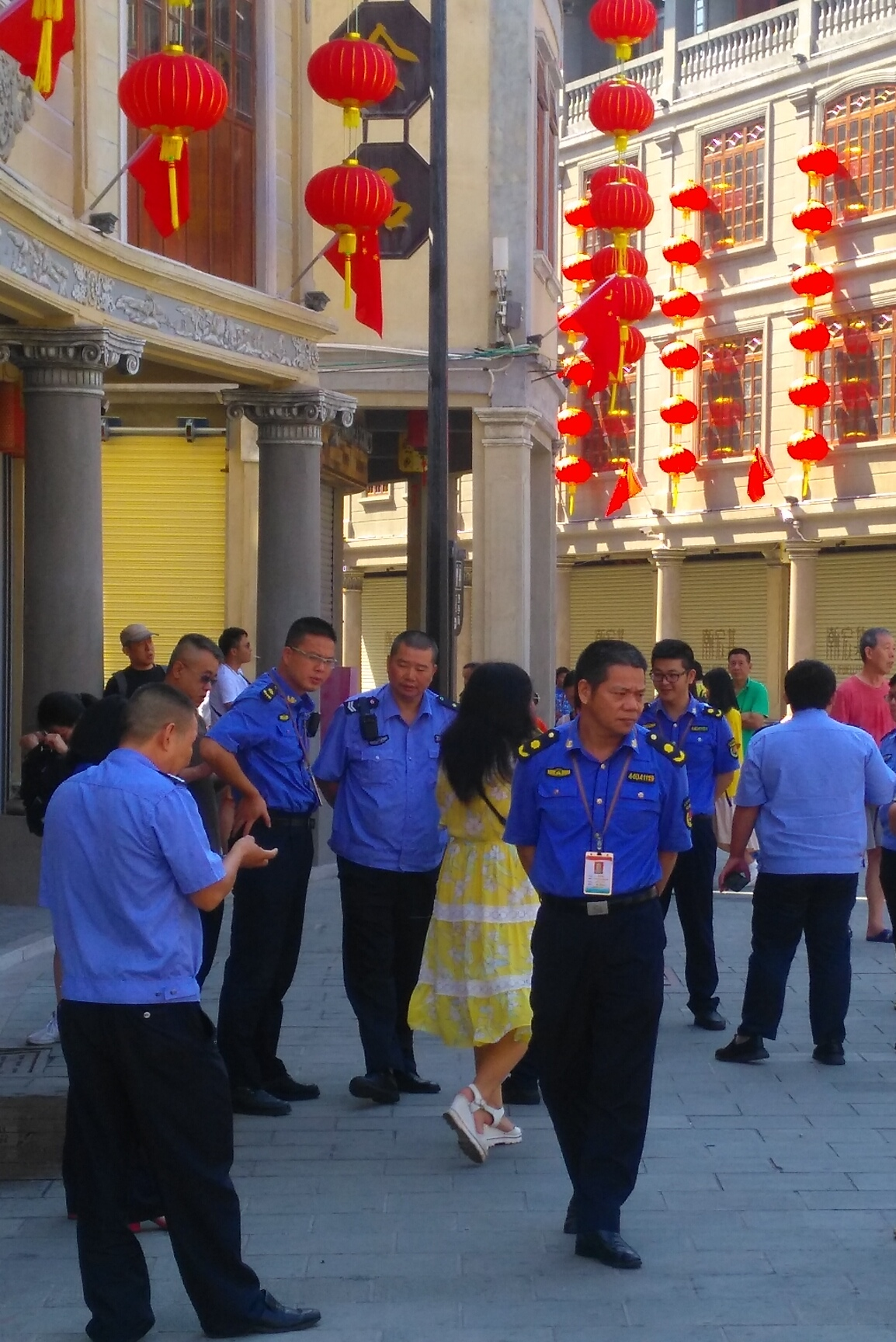
Agentes chengguan en la ciudad de Shantou, China.

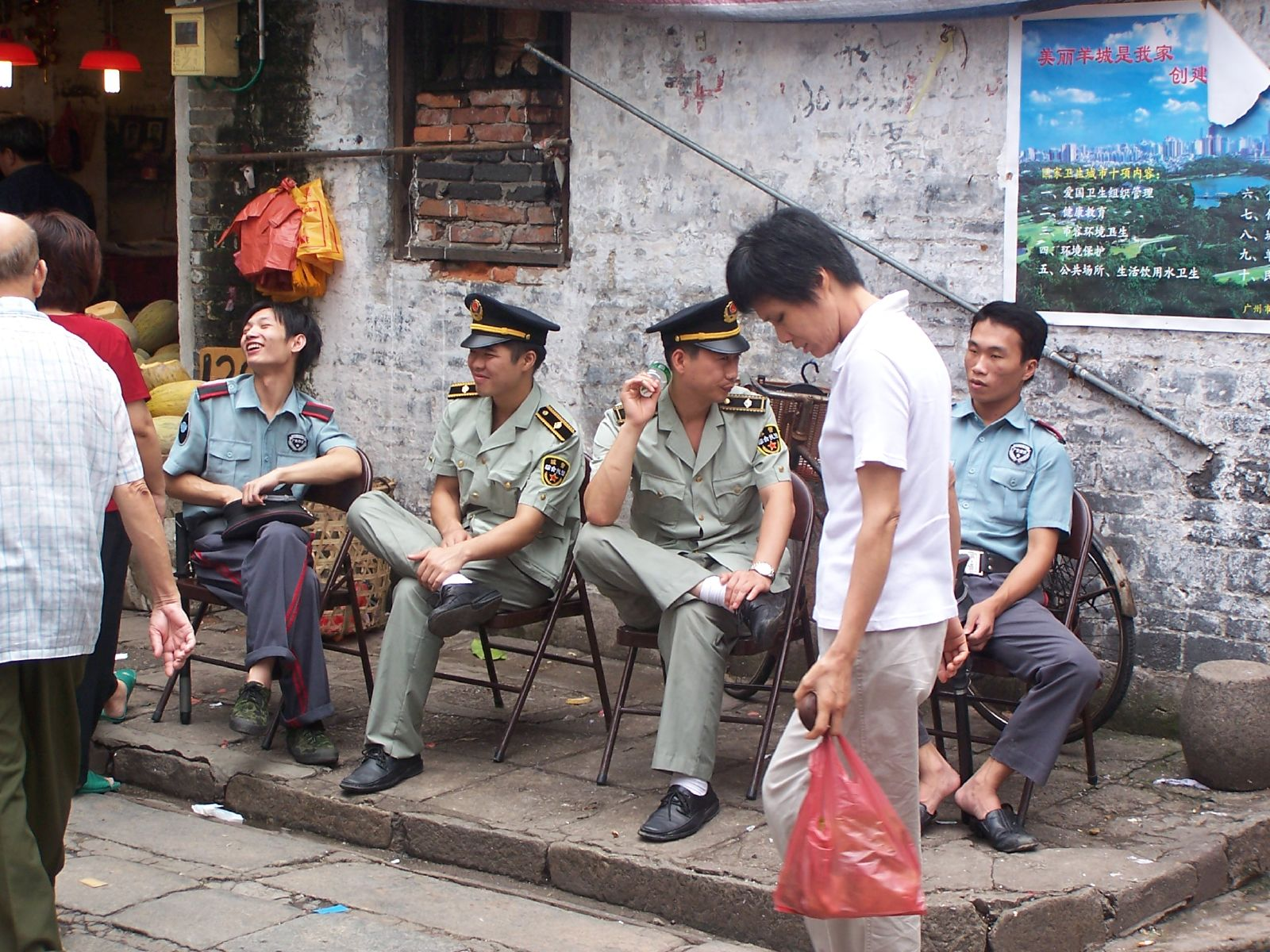
Agentes chengguan en la ciudad de Cantón.

La Oficina de Administración de Gestión Urbana, comúnmente abreviada como Chengguan (en chino: 城管; pinyin: Chéngguǎn), es un organismo del gobierno local que se ha establecido en todas las ciudades de la República Popular China.
Suele ser parte de la Oficina de Gestión Urbana de una ciudad o municipio de administración directa (chino: 城市管理局; pinyin: Chéngshì Guǎnlǐ Jú). Este organismo autónomo está a cargo de hacer cumplir la ley de gestión urbana de la ciudad, incluyendo los estatutos locales y de aspecto de la ciudad, el medio ambiente, el saneamiento, la seguridad laboral, el control de la contaminación y la salud. Puede implicar la ejecución de la planificación, la ecologización, la industria y el comercio, la protección del medio ambiente, los asuntos municipales y el agua en las grandes ciudades.
De hecho, a los alcaldes de la China continental, se les confían importantes poderes de policía administrativa, como la responsabilidad de garantizar el buen orden, la seguridad, la salud pública y la tranquilidad que los agentes de este organismo (funcionarios, comúnmente llamados chengguan) son los encargados de hacer cumplir, además de las ordenanzas municipales.

## Historia
El "sistema Chengguan" se estableció en 1997 y opera por separado de las fuerzas policiales convencionales con una mínima supervisión. La Oficina de Administrativa de Gestión Urbana se estableció en 2001-2002 para todas las ciudades principales de China continental para mejorar la gobernanza municipal.
Los chengguan de las oficinas son los responsables de tomar medidas enérgicas contra los vendedores ambulantes sin licencia. Según la BBC, 'Desde que la agencia comenzó a existir hace 10 años, ha habido repetidas críticas sobre el uso excesivo de la fuerza. Esta fuerza parapolicial, equipada con cascos de acero y chalecos antipuñaladas, a menudo es utilizada por funcionarios locales como solucionadores de problemas'.
En general, estas oficinas sirven como agencias oficiales empleadas por las ciudades de China 'para abordar la delincuencia de bajo nivel'. Sin embargo, no son muy del agrado de los chinos debido a sus abusos de poder.
En 2017, el Ministerio de Vivienda y Desarrollo Urbano-Rural de la República Popular de China promulgó las 'Medidas para el cumplimiento de la ley de gestión urbana', y los funcionarios encargados de hacer cumplir la ley de gestión urbana pertenecen a la categoría de funcionarios encargados de hacer cumplir la ley administrativa. 
En 2021, se deliberó y aprobó la nueva versión de la 'Ley de Sanciones Administrativas', y se aclaró que el estado debe promover el establecimiento de un sistema integral de aplicación de la ley administrativa en el campo de la gestión urbana, y relativamente centralizar el poder de administración de las sanciones.

## Críticas

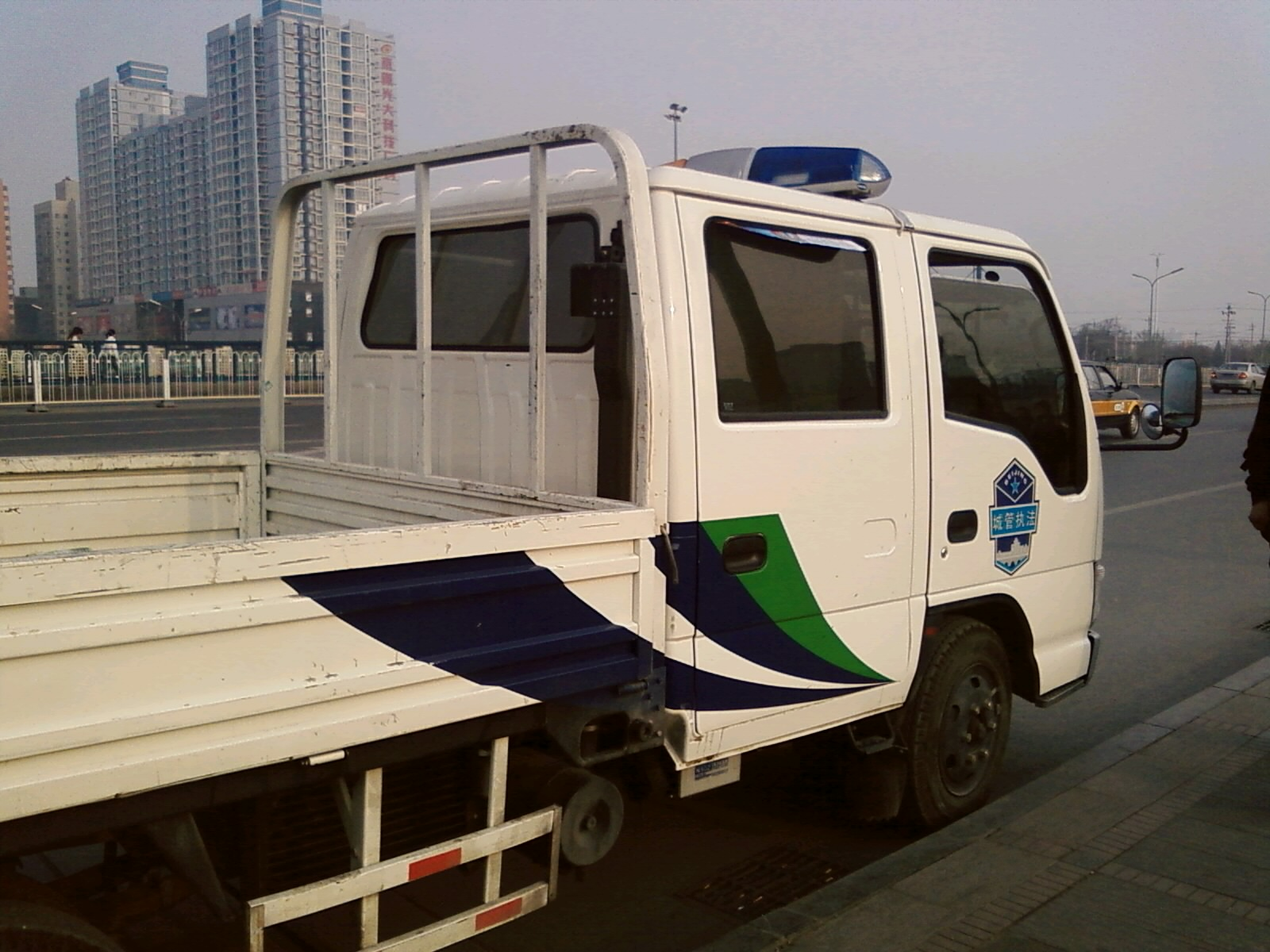
Vehículo utilizado por los chengguan en Beijing

Los chengguan han estado involucrados en varios casos de alto perfil que destacaron el descontento público hacia su percibido abuso de poder. En uno de ellos, estuvo involucrado un trabajador migrante de la provincia de Hebei, Cui Yingjie, que mató a un chengguan en 2006 después de una confrontación en Beijing. Hubo gran apoyo público a Cui antes y durante el juicio, que recibió una sentencia de muerte, conmutada. 
Tras un incidente en la ciudad de Tianmen, provincia de Hubei, en enero de 2008, donde el bloguero y gerente de una empresa constructora, Wei Wenhua, fue asesinado a golpes por filmar las acciones de los chengguan en una disputa local sobre el vertido de basura. Se hicieron llamamientos a nivel nacional para abolir esta unidad.
Un informe de 2012 del Observatorio de Derechos Humanos documentó los abusos de los chengguan, 'incluidos los ataques contra presuntos infractores de la ley administrativa, algunos de los cuales provocaron lesiones graves o la muerte, detenciones ilegales y confiscación forzosa e ilegal de bienes'.
Hubo múltiples casos en 2011 y 2012 en toda China donde agentes de policía fueron atacados por grupos de agentes chengguan cuando respondían a incidentes de uso de violencia y abuso por parte de los chengguan.
En 2012, el propio organismo Chengguan en Wuhan anunció la formación de una 'milicia' interna o división de tipo paramilitar.
En 2013, se informó que los chengguan mataron a golpes a un vendedor de sandías, Deng Zhengjia, cuando intentaba vender sin licencia. Después de ser multado cambiaron su carrito a otro lugar pero posteriormente se produjo una pelea y Deng fue golpeado hasta la muerte con su propia balanza. Su cuerpo fue resguardado por personas en la calle para evitar que las autoridades lo incautaran y para “preservar pruebas”. Destacados microblogueros pidieron el fin de lo que se ha denominado una organización de matones.
En 2014, un hombre que filmaba a los chengguan abusando de una vendedora ambulante fue brutalmente golpeado con un martillo hasta que vomitó sangre. Murió camino del hospital. Miles de personas enojadas salieron a las calles, los rodearon en su camioneta, y los atacaron con piedras y palos, siendo confirmado que cuatro de ellos murieron. con fotos publicadas en Sina Weibo.

## En la cultura popular
Como resultado de su notoria reputación, los chengguan se han convertido en un blanco popular de bromas y memes de internet por parte del público chino.
La Revista TIME informa que las palizas de los oficiales chengguan se han convertido en noticias tan comunes que la palabra 'chengguan' incluso ha adquirido un significado alternativo en chino. 'No seas demasiado Chengguan' es una llamada a no intimidar ni aterrorizar. En otros palabras, 'chengguan' se ha convertido literalmente en sinónimo de 'violencia'. '¡Que viene los chengguan!', una frase que a menudo gritan los vendedores ambulantes ilegales para advertir a otros que huyan en caso de una inspección, se ha convertido en una famoso chiste chino de internet.
También hay bromas satíricas sobre que los chengguan son, en realidad, la reserva estratégica secreta de China, la 'quinta rama del EPL (Ejército Popular de Liberación)', debido a su capacidad para causar 'destrucción masiva'. Chistes como 'Denme 300 chengguan y conquistaré...' y 'China se ha comprometido a no ser el primero en usar los chengguan en ningún momento ni bajo ninguna circunstancia para mantener la paz y la estabilidad mundiales', se han vuelto virales entre los internautas chinos en los últimos años.

## Estructura administrativa
La agencia está estructurada generalmente en dos oficinas y seis departamentos.
- Oficina administrativa
- Oficina de control
- Departamento de Gestión Global
- Departamento de Planificación Urbana
- Departamento de Gestión de Cumplimiento de la Ordenanza
- Departamento Jurídico
- Departamento de Información
- Departamento de Gestión de Imágenes